# سارة بروم ماكنوغتان
سارة بروم ماكنوغتان (بالإنجليزية: Sarah Broom Macnaughtan)‏ (26 أكتوبر 1864- 24 يوليو 1916) روائية اسكتلندية. تطوعت في جمعية الصليب الأحمر مع اندلاع الحرب العالمية الأولى ليتم إرسالها إلى روسيا وأرمينيا. اشتهرت بكتاباتها عن محنة اللاجئين الأرمن في الإبادة الجماعية للأرمن.
توفيت بعد معاناة مع مرض أصيبت به أثناء وجودها في الخارج.

## السيرة الذاتية

### النشأة والتعليم
ولدت سارة في بارتيك، اسكتلندا، الابنة الرابعة والطفل السادس لبيتر ماكنوغتان وجوليا بلاكمان. تلقت تعليمها الأول في المنزل من قبل والدها. بعد وفاة والديها، انتقلت إلى كينت في إنجلترا ثم إلى لندن والتي بدأت فيها مسيرتها المهنية ككاتبة. نشرت سارة أول أعمالها تحت عنوان، سيله هاريسون، في عام 1898. بينما نشرت أبرز أعمالها بعنوان ثروة كريستينا مناب في عام 1901، يوميات كلب أعرج في عام 1905 ومصاريف السيدة دو كاين في عام 1900.
عرف عن سارة كثرة سفرها وتنقلها حيث سافرت إلى كندا، وأمريكا الجنوبية، وجنوب إفريقيا، والشرق الأوسط والهند. شاركت سارة في حركة الاقتراع النسائية، وساعدت ضحايا حربي البلقان لعامي 1912 و 1913، وقامت بتقديم خدمات اجتماعية للفقراء في الطرف الشرقي من لندن كما عملت مع الصليب الأحمر خلال حرب البوير الثانية.
خلال اندلاع الحرب العالمية الأولى، تطوعت مع جمعية الصليب الأحمر. في سبتمبر 1914، سافرت إلى أنتويرب في بلجيكا كجزء من وحدة الإسعاف. بعد إخلاء المدينة قدمت المساعدة في شمال فرنسا، وفتحت مطبخ الحساء في Adinkerke.
حصلت على وسام ليوبولد، تكريما لها عن دورها في حرب بلجيكا.
في وقت لاحق من الحرب، بدأت رحلة إلى روسيا حيث خططت لتقديم المساعدة الطبية. انتقلت إلى يريفان بأرمينيا حيث كانت هناك أزمة لاجئين بسبب الإبادة الجماعية للأرمن. أفادت ماكينتوغان أن يريفان، التي يبلغ عدد سكانها 30,000 نسمة، بها حوالي 17,000 لاجئ. وأشارت في مذكراتها: «هؤلاء الأشخاص المؤسفون قد تم إبادتهم تقريبًا في مذابح جماعية، وبذلك فقد تم تصفيه ما يقرب من 75% من ذلك العرق».
مرضت سارة خلال رحلتها عبر بلاد فارس واضطرت إلى العودة إلى إنجلترا، حيث توفيت فيها بعد معاناه مع المرض. دفنت في مقابر العائلة في تشارت سوتون.
أكملت صديقتها بياتريس هوم مذكراتها التي كانت بعنوان «مذكراتي الكندية» ونشرت في عام 1920.

### التكريم
تم إطلاق إسمها على شارع ماكنوتون في لايسايد، تورنتو تكريما لها على مجمل أعمالها.

### في الثقافة الشعبية
تم ذكر سارة في سلسلة 14 مفكرة عن الحرب العظمى، ولعبت دورها الممثلة سيليا بانرمان. وثق الفيلم دورها في تيفليس وأرمينيا. وهي الشخصية الوحيدة التي توفيت أثناء الحرب رغم أن هذا لم يتم كشفه حتى النهاية عندما يتم سرد تواريخ الميلاد والوفاة.

## قائمة المراجع
- سيلا هاريسون (عام 1899).[2]
- مصاريف ملكة جمال دو قصب (عام 1900).[2]
- ثروة كريستينا مناب (عام 1901).[2]
- يوميات كلب أعرج: رواية (عام 1905).
- ثلاثة ملكات جمال غرايمز (عام 1908).
- نحن الأربعة (عام 1909).
- أندرسون (عام 1910).
- أربعة مداخن: رواية (عام 1912).
- بيتر وجين، أو الوريث المفقود (عام 1912).
- الثلج على الصحراء (عام 1913).
- رجل إنجليزي أخضر، وقصص أخرى عن كندا (عام 1914).
- هم الذين سألوا (عام 1914).
- يوميات امرأة عن الحرب (عام 1915).
- بعض كبار السن وأصدقائهم الشباب (عام 1915).
- تجربتي في الحرب في قارتين (عام 1919).
- ذاكرتي الكندية (عام 1920) مع بياتريس هوم.[3]

## وصلات خارجية
- أعمال سارة بروم ماكنوغتان- على مشروع غوتنبرغ.
- أعمال كتبت بواسطة أو عن سارة بروم ماكنوغتان- على أرشيف الإنترنت.